# Якты-Куль (Гафурийский район)
Якты-Куль (баш. Яҡтыкүл) — деревня в Гафурийском районе Башкортостана, входит в состав Зилим-Карановского сельсовета.

## Географическое положение
Расстояние до:
- районного центра (Красноусольский): 53 км,
- центра сельсовета (Зилим-Караново): 7 км,
- ближайшей ж/д станции (Белое Озеро): 73 км.

## Население
| 2002 | 2009 | 2010 |
| ---- | ---- | ---- |
| 60   | ↗64  | ↘53  |

## Известные уроженцы
- Кулумбетов, Валиулла Файзуллович (1881—1964) — башкирский поэт-импровизатор, сэсэн.